# جيمس أ. بيكر
جيمس أ. بيكر (بالإنجليزية: James A. Baker, Sr.)‏ هو محامي أمريكي، ولد في 10 يناير 1857 في هانتسفيل في الولايات المتحدة، وتوفي في 2 أغسطس 1941 في هيوستن في الولايات المتحدة.

## وصلات خارجية
- جيمس أ. بيكر على موقع إن إن دي بي (الإنجليزية)